# The First Ten Years - The Videos
The First Ten Years – The Videos е видео издадено от британската хевиметъл група Айрън Мейдънпрез 1990 и включва клиповете не групата от периода 1980-1990. Става златен в САЩ.